# USS Maryland (SSBN-738)
Pour les autres navires du même nom, voir USS Maryland.
L’USS Maryland (SSBN-738) est un sous-marin nucléaire lanceur d'engins américain de la classe Ohio, entré en service en 1992. C'est le 13e des 18 sous-marins de classe Ohio.
C'est le 4e navire de l’US Navy portant le nom de Maryland.